# Marek Brezovský
Marek Brezovský (15. dubna 1974, Bratislava – 22. června 1994, Bratislava) byl slovenský hudební skladatel, zpěvák, pianista a textař. Patřil k velkým talentům domácí hudební scény 80. a 90. let. Zemřel ve dvaceti letech na předávkování heroinem ze své vlastní vůle. Jeho otcem je hudební skladatel Ali Brezovský, matka textařka Vlasta Brezovská, sestra zpěvačka, textařka a překladatelka Mirka Brezovská.

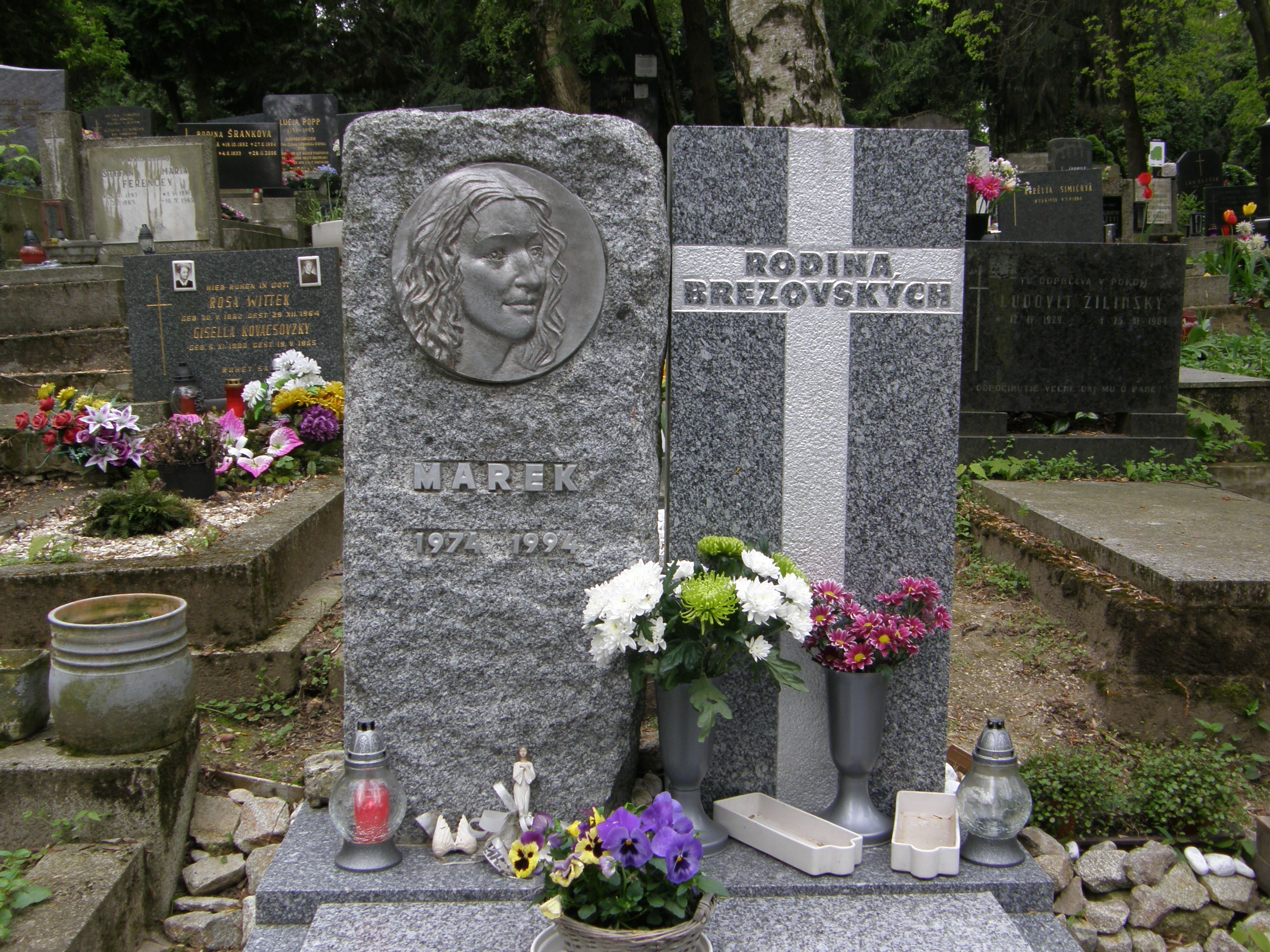
Hrob Marka Brezovského na Hřbitově Slávičie údolí v Bratislavě

Za svého života Brezovský nevydal žádné samostatné album. Jeho hudba se začala šířit mezi posluchače až posmrtně, hlavně zásluhou jeho otce a jeho blízkého přítele a spolužáka Oskara Rózsi.

## Studium
Marek Brezovský začal v pěti letech studovat hru na klavír u Viery Kardošové na lidové škole umění v Bratislavě. V letech 1988 až 1992 studoval na konzervatoři v Bratislavě kompozici u Stanislava Hochela, později u Petra Martinčeka. Od roku 1993 studoval na Vysoké škole múzických umění v Bratislavě, kde pokračoval ve studiu kompozice u Vladimíra Bokesa.

## Tvorba
První hudební skupina, ve které Brezovský působil, byla dětská skupina Kamaráti. Při studiu na konzervatoři založil Súbor súčasnej hudby, v němž působil jako klavírista a skládal klasická hudební díla. Založil také prog rockovou skupiny Art M Trio. V tomto období vzniklo mnoho písní, a děl, která jsou částečně zachycena na posmrtně vydaných albech Hrana (1999) a Komorná hudba (2004). Další hudební formací ve kterém působil, byla punk rocková skupina Avanavany. Poslední kapely ve kterých Brezovský hrál, byly Nové Romantické Kapely a bezejmenné seskupení pod vedením Romana Andora.
Jedna z jeho posledních spoluprací byla s bratislavským divadlem GUnaGU, pro které napsal a nahrál hudbu k představení Pressburger Blut (1994). V roce 2000 vznikla z Brezovského archivních materiálů scénická hudba pro divadelní inscenaci Antona Pavloviče Čechova Racek, který měl premiéru v nitranském Divadle Andreja Bagara. Nedokončený zůstal hudební film Muzikál v produkci slovenské televize, pro které Brezovský napsal písně.
Jeho nejbližším spolupracovníkem byl generačně spřízněný přítel a hudebník Oskar Rózsa, který později produkoval album Hrana obsahujúci výběr z Brezovského art rockové tvorby a koncertní album Hrana: Live 2012. Brezovského skladbu „Venované nešťastiu“ zařadil i do svého vysokoškolského absolventského koncertu s filharmonií, kterou dirigoval.

## Pozůstalost
Brezovského hudební pozůstalost podle slov jeho otce obsahuje dílo v rozsahu 16 CD, na kterých je zachycena jeho art rocková tvorba ze zkoušek pro amatérskou skupinu. Jsou to také koncertní nahrávky a jeho hudební nápady a improvizace, které si zaznamenal na magnetofonovou pásku. Rózsa v roce 1999 uvedl, že materiálu je na deset desek, pět symfonií a šest muzikálů.
Průřez jeho kompozicí v oblasti populární hudby je zachycený na neoficiálním studiovém dvojalbu Chcem byť sám (1994), který krátce po jeho smrti sestavil pro nejbližší jeho otec Ali Brezovský.
Kromě skladeb na vydaných albech a zrealizovaných scénických projektech je známo několik jeho dalších písní: „Tak sa stále pýtam“, „Diaľky sú blízko“, „Rock 'n' Roll“, „Kamarát“ či „Myška Iveta“. Brezovský jako člen dětského sboru zpívá i ve znělce televizního pásma pro děti a mládež S batohom cez hory (1983), které autorem je jeho otec Ali.
Památce Marka Brezovského je věnovaná skladba „Neni toho vela“ v bukletu alba Whisky (1999) od zpěváka Whiskyho. Odkaz na Brezovského najdete v textu skladby „Smrť“ na albu Štvorka (2014) od skupiny Slobodná Európa.